# ناباری، میه
ناباری در استان میه در کشور ژاپن واقع شده‌است که دارای جمعیت ۸۱٬۱۸۴ نفر و مساحت ۱۲۹٫۷۶ کیلومتر مربع با تراکم جمعیت ۶۲۶ نفر در کیلومترمربع است و در تاریخ ۳۱ مارس ۱۹۵۴ به عنوان شهر شناخته شد.